# Cervantes (cráter)
Cervantes es un cráter de impacto en Mercurio. Tiene un diámetro de 181 kilómetros. Su nombre fue adoptado por la Unión Astronómica Internacional en 1976. Se llama Cervantes en honor al escritor español Miguel de Cervantes, que vivió de 1547 a 1616.